# The Big Lie
The Big Lie est un film de propagande anti-communiste produit par l'armée américaine et sorti en 1951 dans le contexte de la guerre froide.
Il dresse un portrait de l'Union Soviétique en tant qu'empire totalitaire agressif, similaire au régime Nazi venant d'être vaincu. Il commence d'ailleurs par une citation d'Adolf Hitler : « The great masses will more easily fall victim to a big lie than to a small one ».
Le film fait une analogie entre le régime nazi et le régime communiste, en montrant des scènes de travail forcé, d'élections truquées, de parodie de procès et de défilés militaires.

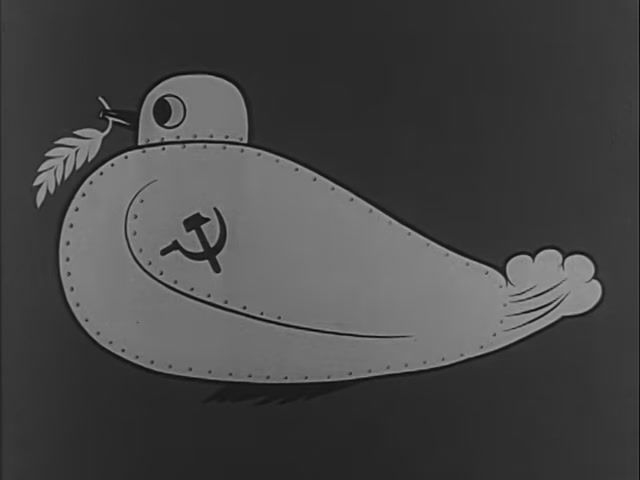
La Colombe qui fait BOOM.

Le film se termine par « Beware the Big Lie! Beware the Dove that goes BOOM », allusion à la colombe de Pablo Picasso, remplacée par La colombe qui fait BOUM, dessin animé initialement produit par le groupe anti-communiste français Paix et Liberté.

## Fiche technique
- Production : US Army, Warner Pathé News
- Durée : 19 minutes
- Date de sortie : 
  - États-Unis : 1951